# Alfa Romeo 902A
L'Alfa Romeo 902-AU et 902-AS sont des modèles d'autobus urbain et interurbain (AU) et grand tourisme (AS) fabriqués par le constructeur italien Alfa Romeo SpA de 1950 à 1958.

## Histoire
Après avoir accepté de confier à la Carrozzeria Casaro la construction de la structure tubulaire autoporteuse Tubocar de son modèle 901A en 1949, le constructeur milanais se tourne vers la Carrozzeria C.R.D.A. -  Cantieri Riuniti Dell'Adriatico, une des nombreuses sociétés de la holding d'Etat IRI, dont dépendait également Alfa Romeo, pour réaliser un nouvel autobus/autocar sur un châssis tubulaire dont la conception était due à la Carrozzeria Sicca qui allait révolutionner la façon de concevoir et produire les autocars GT de la future génération.
Le modèle inaugure une nouvelle génération d'autobus et d'autocars avec le moteur non plus situé à l'avant du véhicule mais en porte à faux à l'arrière du châssis avec une position de l'essieu avant plus en retrait ce qui présente l'avantage de diminuer l'empattent au profit d'une meilleure stabilité et maniabilité. 

## Le modèle urbain 902-AU Tubocar
Cette version spécifique a été fabriquée entre 1950 et 1951, à 58 exemplaires urbains et interurbains, tous destinés à l'ATM de Milan et carrossés par la Carrozzeria C.R.D.A.. Le nombre de passagers, selon la norme italienne, est de 80 dont 25 places assises. La version milanaise "officielle", baptisée Marziane, a été fabriquée après la validation d'un prototype construit en 1956 par la Carrozzeria Sicca qui portait le numéro de série "000", à 2 essieux pour une longueur unique de 11,0 mètres, rendue conforme au nouveau code de la route italien. Après sa radiation par l'ATM Milan en 1970, il a été vendu à l'ATM de l'Ile d'Elbe.

## Le modèle 902-AU Sirio
Six exemplaires de ce modèle seront fabriqués par la Carrozzeria Sirio, 5 pour l'AGITA d'Avellino et 1 pour la SOMETRA de Salerne. Les lignes de cet autobus sont tellement actuelles que l'on pourrait le croire à peine sorti d'usine.

## Le modèle 902-AS
Les premiers prototypes du nouvel autocar 902-AS "Super Bus" sont apparus en 1951. Ces autocars ont été conçus sur la base d'un châssis tubulaire dont la conception était due à la Carrozzeria Sicca de Vittorio Veneto.
Le modèle 902-AS a été décliné en plusieurs versions :
- 902-ASU : autobus urbain dont 60 exemplaires iront à l'ATM de Milan. Ce modèle inaugure le parebrise en éperon, caractéristique qui perdurera sur les autobus italien jusqu'en 1980.
- 902-AS Sicca : autocar de ligne interurbaine et de tourisme avec la particularité d'avoir le poste de conduite au centre du véhicule. Plusieurs carrossiers ont réalisé des carrosseries comme Ambrosini, Bianchi, Borsani, De Simon Bus, Menarini, Padana, Varesina. La version 902 AS, destinée au transport grand tourisme, a été carrossée par Sicca et De Simon Bus. Leur production exacte est inconnue.

## La version brésilienne du 902-A
En septembre 1952, la compagnie de transports publics de Sao Paulo CMTC - Companhia Municipal de Trasportes Coletivos commande 100 exemplaires du modèle 902-AS. Les châssis motorisés seront produits en Italie mais les carrosseries, trop différentes des modèles italiens ont été réalisées au Brésil par la société CAIO - Companhia Americana Industrial de Onibus, le tout assemblé dans l'usine FNM de Rio de Janeiro.

## La version trolleybus
Contrairement à la coutume à l'époque, le constructeur milanais ne lança pas de version trolleybus, ce modèle étant transitoire avant le modèle Alfa Romeo 910A.

## Codification des autocars et autobus Alfa Romeo
La codification des autobus et autocars Alfa Romeo repose sur :
- un numéro de type à 3 chiffres
- une suite de lettres (1 à 3) pour la nature du véhicule :
  - A pour une version châssis motorisé à faire habiller par un carrossier,
  - AF pour la version trolleybus,
  - AI pour autocar GT ou de ligne interurbaine,
  - AU pour autobus urbain,
  - xxS pour snodato - articulé ou avec remorque,
- / un éventuel chiffre pour désigner la série supérieure à 1.

Exemple avec l'autocar articulé 900AIS/2 :
- 900 - numéro du type
- AIS - avec 
  - A pour autocar,
  - I pour interurbain,
  - S pour Snodato - articulé,
  - /2 pour deuxième série. (la référence /1 n'existe jamais).